# Emich Carl zu Leiningen

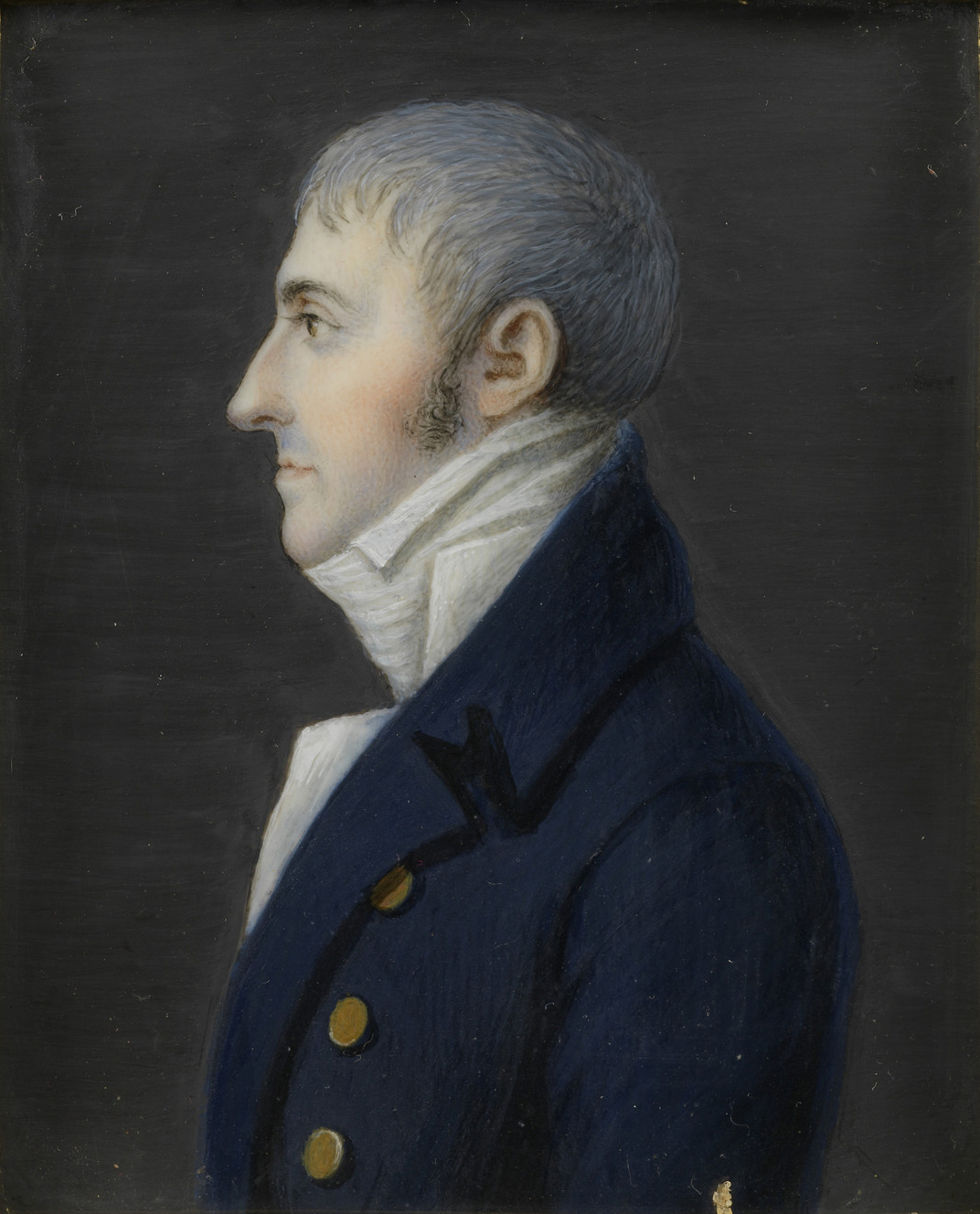
Emich Carl zu Leiningen

Emich Carl Fürst zu Leiningen (* 27. September 1763 in Dürkheim; † 4. Juli 1814 in Amorbach) war zweiter Fürst zu Leiningen und königlich bayerischer Generalleutnant und Regimentsinhaber.

## Leben
Er war der Sohn von Carl Friedrich Wilhelm zu Leiningen (1724–1807) und Christiane Wilhelmine Gräfin zu Solms-Rödelheim (1736–1803). 1796 wurde die Familie von den Franzosen aus der Pfalz vertrieben.
Er bestimmte im Wesentlichen die Politik des Fürstenhauses, sowohl gegenüber den Franzosen und Österreichern als später auch auf dem Wiener Kongress.
Durch den Reichsdeputationshauptschluss verlor das Fürstenhaus alle linksrheinischen Herrschaftsansprüche. Durch die Säkularisation wurden diese Verluste durch Gebietsgewinne zu Lasten des aufgelösten Erzbistums Mainz (Kloster Amorbach, Miltenberg, Eberbach und Tauberbischofsheim), zu Lasten des Bistums Würzburg (Grünsfeld, Hardheim, Lauda) und zu Lasten des aufgelösten Kurfürstentums Pfalz (Boxberg, Mosbach) entschädigt. Amorbach wurde als neue Residenz gewählt und bezogen, zumal es auch mit dem aufgelösten Kloster entsprechend neue Wohnmöglichkeiten bot. Das Konventsgebäude von beachtlichen 118 m Länge war 1782 bis 1794 nach Plänen von Franz Ignaz Michael Neumann errichtet worden. Die Zeiten der Wanderungen von einer befreundeten Residenz zur nächsten hatte ein Ende. Er herrschte als evangelischer Fürst auf 1.600 km² über ca. 90.000 meist katholische Untertanen. Durch die Mediatisierung erfolgte bereits 1806 der Verlust der politischen Selbstständigkeit. Titel und Privateigentum blieben aber erhalten und auch die Einkünfte aus dem Grundbesitz. Die meisten Hoheitsrechte fielen an das Großherzogtum Baden, das Großherzogtum Hessen-Darmstadt und an das Königreich Bayern. Der Wiener Kongress bestätigte diesen Verlust.
Im elterlichen Schloss Dürkheim richtete sein Vater um 1780 ein öffentliches Theater ein, welches die Bürger unentgeltlich besuchen konnten. Organisiert und betreut wurde es von dem im nahen Mannheim tätigen August Wilhelm Iffland, der hier zuweilen die Uraufführungen seiner Werke vornahm; so etwa am 9. März 1785 jene des Schauspiels „Die Jäger“. Unter Ifflands persönlicher Regie spielte dabei Emich Carl zu Leiningen eine der Hauptrollen, ebenso wie sein Verwandter Heinrich Ernst Ludwig von Leiningen-Westerburg-Neuleiningen (1752–1799) aus Grünstadt.

## Ehen
Seine erste Ehe schloss er am 4. Juli 1787 in Ebersdorf mit Henriette (* 9. Mai 1767 in Ebersdorf; † 3. September 1801 in Coburg), Tochter des Grafen Heinrich XXIV. Reuß zu Ebersdorf. Das gemeinsame Kind, Erbprinz Friedrich Karl Heinrich Ludwig (1793–1800) starb bereits mit 7 Jahren.
Seine zweite Ehe schloss er am 21. Dezember 1803 mit der Nichte seiner ersten Gemahlin, der 17-jährigen Prinzessin Victoire von Sachsen-Coburg-Saalfeld. Aus dieser Ehe stammen zwei Kinder:
- Erbprinz Carl, der spätere 3. Fürst zu Leiningen (1804–1856)
- Prinzessin Feodora  zu Leiningen (1807–1872)
 ⚭ 1828 (Kensington Palace, London) Fürst Ernst I. zu Hohenlohe-Langenburg.

Die zweite Ehe Emich Carls zu Leiningen endete durch seinen Tod bereits nach etwas mehr als zehn Jahren. Seine Witwe heiratete am 11. Juli 1818 im Kew Palace (Surrey, England) Eduard August, Herzog von Kent und Strathearn, einen jüngeren Sohn König Georgs III. von Großbritannien. Aus dieser zweiten Ehe entstammte als einziges Kind Alexandrina Victoria, die spätere Königin von Großbritannien und Irland, Kaiserin von Indien. Viktoria wurde in Amorbach gezeugt, kam aber in Großbritannien zur Welt, um den Erbanspruch zu sichern.
Somit war Carl Friedrich Wilhelm Emich, der spätere 3. Fürst zu Leiningen der Halbbruder der britischen Königin Victoria.

## Bauten
Im abgelegensten Teil des Odenwaldes baute sich Emich Carl zu Leiningen einen großen Wildpark. Am Hang des Steinichtales entstand ein damals modisches gotisches Ruinengemäuer mit Türmchen und Erkern. Diese romantische Anlage wurde aber bereits 1828 von seinem Sohn Carl Friedrich Wilhelm Emich niedergelegt. Dafür entstand Schloss Waldleiningen. Eine Nachbildung von Abbotsford, das Haus des weltberühmten schottischen Dichters Walter Scott.